# Вишневе (Білогірський район)
Вишне́ве (крим. Vışneve, раніше Ново-Олексіївка) — село в Україні, у Білогірському районі Автономної Республіки Крим. Підпорядковане Кримськорозівській сільській раді. Розташоване на заході району.
Відстань від райцентру до населеного пункта становить 22 кілометрів по прямій.

## Населення
За переписом населення України 2001 року в селі мешкало 259 осіб.

### Мова
Розподіл населення за рідною мовою за даними перепису 2001 року:
| Мова              | Відсоток |
| ----------------- | -------- |
| кримськотатарська | 65,80 %  |
| російська         | 30,48 %  |
| українська        | 1,86 %   |
| білоруська        | 0,37 %   |
| інші              | 1,49 %   |